# Arguloidea
Arguloidea is een superfamilie van kreeftachtigen uit de klasse van de Ichthyostraca.

## Familie
- Argulidae Leach, 1819